# Liste der Wappen im Landkreis Neuburg-Schrobenhausen
Die Liste der Wappen im Landkreis Neuburg-Schrobenhausen zeigt die Wappen der Gemeinden im bayerischen Landkreis Neuburg-Schrobenhausen.

## Landkreis Neuburg-Schrobenhausen

Landkreis Neuburg-Schrobenhausen Geteilt; oben gespalten von Gold und Schwarz, vorne ein rot gezungter und rot gekrönter schwarzer Bärenkopf, hinten ein rot bewehrter und rot gekrönter wachsender goldener Löwe; unten in Silber zwei blaue Wellenbalken.
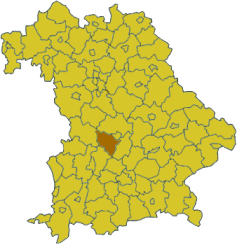
Lage des Landkreises Neuburg-Schrobenhausen in Bayern
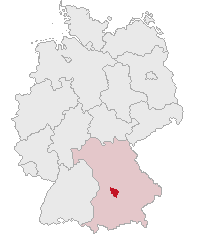
Lage des Landkreises Neuburg-Schrobenhausen in Deutschland
Landkreis Neuburg a.d.Donau (–1972) Unter silbernem Schildhaupt, darin zwei blaue Wellenbalken, in Schwarz ein wachsender, rot gekrönter und rot bewehrter goldener Löwe.
Landkreis Schrobenhausen (–1972) Gespalten; vorne die bayerischen Rauten; hinten in Rot zwei schräg gekreuzte goldene Halme mit goldenen Ähren, belegt mit einem durchgehenden, schmalen silbernen Wellenpfahl.

## Wappen der Städte, Märkte und Gemeinden

Gemeinde Aresing Zweimal gespalten; vorne in Blau eine aufrechte goldene Ähre, in der Mitte in Silber ein blauer Wellenpfahl, hinten in Blau ein aufrechtes goldenes Schwert.
Gemeinde Berg im Gau Geteilt von Blau und Silber; oben ein rot gefütterter silberner Kurfürstenhut mit goldenem Reichsapfel und Kreuz, unten eine grüne Kartoffelblüte.
Gemeinde Bergheim Über einem mit einem blauen Wellenbalken belegten silbernen Dreiberg, durch eine silberne Lanze gespalten von Rot und Schwarz; vorne ein goldener Bischofsstab, der unten von zwei abgewandten goldenen Pflugscharen beseitet ist, hinten ein rot gekrönter und rot bewehrter goldener Löwe.
Gemeinde Brunnen Geteilt von Silber und Schwarz; oben ein schreitender, herschauender, rot bewehrter schwarzer Löwe, unten eine silberne Kartoffelblüte mit goldenen Staubgefäßen.
Markt Burgheim In Silber auf grünem Boden ein roter Zinnenturm auf durchgehender roter Zinnenmauer mit offenem Tor.
Gemeinde Ehekirchen In Rot nebeneinander drei silberne Rauten, darüber eine goldene Krone, darunter ein goldener Palmzweig.
Gemeinde Gachenbach In Silber unter einer schwebenden blauen Krone ein hoher, kegelförmiger grüner Berg, der im Fuß mit einem goldenen Wellenbalken belegt ist.
Gemeinde Karlshuld Unter silbernem Schildhaupt, darin nebeneinander drei durchgehende rote Rauten, in Schwarz drei von einem silbernen Wellenbalken im Schildfuß überdeckte wachsende goldene Mooskolben.
Gemeinde Karlskron Unter silbernem Schildhaupt, darin nebeneinander drei grüne Kleeblätter, in Schwarz ein wachsender, rot bewehrter goldener Löwe, der mit seinen Vorderpranken eine goldene Krone hält.
Gemeinde Königsmoos In Schwarz über einem gesenkten goldenen Schräglinksbalken und einer gesenkten goldenen Schräglinksleiste eine goldene Bügelkrone, die bayerische Königskrone.
Gemeinde Langenmosen Unter von Silber und Rot geschachtem Schildhaupt gespalten von Silber und Blau; vorne ein blaues Andreaskreuz, hinten über einem liegenden goldenen Halbmond eine goldene Marienkrone.
Große Kreisstadt Neuburg a.d.Donau In Rot auf grünem Dreiberg eine silberne Burg mit offenem Tor und zwei runden Zinnentürmen, die unter dem Hauptgesims bandförmig mit den bayerischen Rauten belegt sind; davor mit Steckenpferden zwei nackte Knaben, die nach Pfote und Schwanz des auf dem Tor liegenden goldenen Löwen haschen.
Gemeinde Oberhausen Geteilt; oben gespalten von Gold und Schwarz, vorne auf rotem Dreiberg eine grüne Eiche mit roten Eicheln, hinten eine goldene Krone, aus der ein silberner Storchenhals mit rotem Schnabel wächst; unten fünfmal von Gold und Blau geteilt.
Markt Rennertshofen In Silber ein steigender roter Fuchs.
Gemeinde Rohrenfels Geteilt; oben in Rot ein silberner Dachs; unten über von Gold und Blau gespaltenem Wellenschildfuß gespalten von Schwarz und Silber.
Stadt Schrobenhausen Geteilt; oben in Gold ein rot gekrönter, rot gezungter schwarzer Bärenkopf, unten die bayerischen Rauten.
Gemeinde Waidhofen Durch einen erhöhten silbernen Wellenbalken geteilt von Grün und Blau; unten ein goldenes Posthorn mit roter Verschnürung.
Gemeinde Weichering In Silber über gesenktem rot-gold-blauem Regenbogen ein rot bewehrter und gezungter schwarzer Greifenrumpf, der in den Fängen ein blaues Schildchen hält, darin eine silberne Beilklinge; unten ein blauer Fisch.

## Ehemalige Gemeinden mit eigenem Wappen

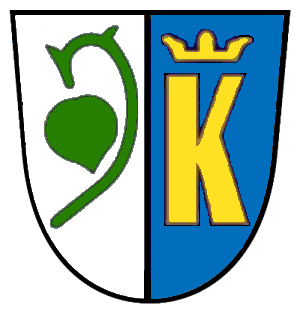
Gemeinde Ammerfeld
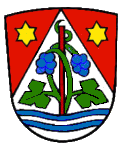
Gemeinde Bittenbrunn
Gemeinde Edelshausen Geteilt von Silber und Blau; oben schräg gekreuzt ein roter Bischofsstab und ein gefiederter roter Pfeil, unten drei im Dreipass angeordnete silberne Federn.[1]
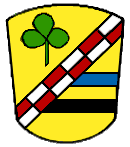
Gemeinde Emskeim
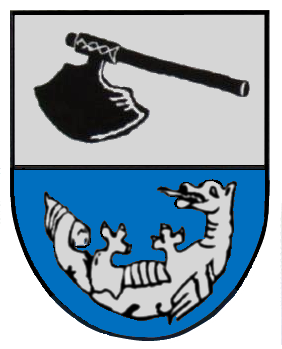
Gemeinde Hohenried Geteilt von Silber und Blau; oben ein waagrechtes schwarzes Zimmermannsbeil, unten ein links gewendeter, liegender silberner Drache.
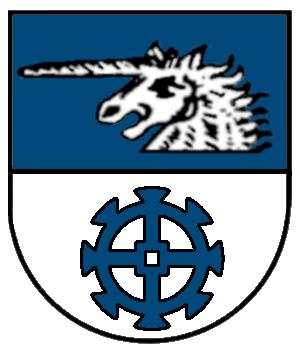
Gemeinde Mühlried
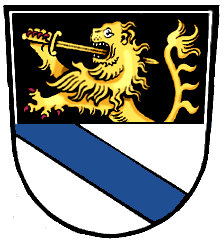
Gemeinde Steingriff
Gemeinde Trugenhofen
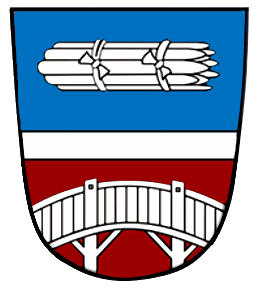
Gemeinde Wangen